# Jonathan Rosenbaum (universitaire)
Pour les articles homonymes, voir Jonathan Rosenbaum et Rosenbaum.
Jonathan Rosenbaum, né en 1947 dans le Michigan, est un enseignant universitaire américain, administrateur d'université et rabbin. Il est le président du Gratz College (Faculté privé de Gratz en Pennsylvanie), de 1998 à 2009 ; président émérite du Gratz College et chercheur invité à l'Université de Pennsylvanie depuis 2009. Il est spécialiste de l'histoire biblique, de la paléographie et de l'épigraphie des anciennes langues sémitiques et de l'histoire juive américaine. 

## Biographie
Rosenbaum est né dans le Michigan et est diplômé de l'Université du Michigan, où il a obtenu son baccalauréat avec distinction et les honneurs les plus élevés et a été élu Phi Beta Kappa (1968)[réf. nécessaire]. Rosenbaum a ensuite obtenu l'ordination rabbinique et une maîtrise (1972) à l'Institut juif du Collège de l'Union hébraïque de Cincinnati et un doctorat en langues et civilisations du Proche-Orient de l'Université Harvard en 1978. 
Il a enseigné au Département des études religieuses de l'Université du Nebraska de 1976 à 1986, puis est devenu le premier professeur d' études judaïques Maurice Greenberg de l'Université de Hartford et directeur de son Centre d' études judaïques Maurice Greenberg de 1986 à 1998. À Hartford, il a également été professeur d'histoire, a occupé le poste de président par intérim du département d'histoire et a établi une majeure et des études mineures en judaïsme et une maîtrise conjointe avec l'Université du Connecticut. Il a conçu et aidé à guider le Forum Henry Luce sur les religions abrahamiques, un programme parrainé conjointement par l'Université de Hartford et le Hartford Seminary et consacré à l'avancement de l'érudition et de la compréhension mutuelle entre juifs, chrétiens et musulmans américains. Rosenbaum a également lancé et supervisé un programme de récompenses qui reconnaît les meilleurs enseignants des écoles publiques et privées d'études de l'Holocauste en Nouvelle-Angleterre[réf. nécessaire].    
De 1995 à 1998, Rosenbaum a été directeur adjoint de l'expédition archéologique Ein Gedi en Israël, une fouille coparrainée par l'Université hébraïque de Jérusalem et l'Université de Hartford. À Ein Gedi, il a supervisé le programme académique de fouilles, incluant des cours d'archéologie et d'histoire du Proche-Orient. 
Il a également organisé et présidé « Les études paléographiques dans le Proche-Orient ancien », une section de la réunion nationale parrainée par la Société de Littérature Biblique. En outre, il a enseigné dans les écoles d'enseignement supérieur et de droit de l'Université du Connecticut et au Hartford Seminary. 
Rosenbaum a été rabbin dans les congrégations réformiste, conservatrice et orthodoxe. Pendant ses années d'étudiant à HUC-JIR, il a occupé un poste de rabbin étudiant à la Congrégation Israël (Réforme), Galesburg (1970-1972). Pendant son séjour à Harvard, il a été rabbin adjoint, conservateur (Temple Israel), Swampscott (1972–1976), puis rabbin à temps partiel de la Congrégation Israël (conservateur), Danville (1976–1984). De 1994 à 1998, il est rabbin (mara 'de-atra) de la Congrégation Agudas Achim, une congrégation orthodoxe traditionnelle centenaire à West Hartford. 
Parmi les récompenses qu'il a reçues figurent un doctorat honoris causa en théologie de HUC-JIR[Quoi ?] et un doctorat honoris causa en littérature hébraïque du Jewish Theological Seminary. 
Au Gratz College, il a institué de nouveaux programmes académiques, y compris un doctorat, des cours et des diplômes en ligne, il a élargi le corps professoral et le personnel, il a supervisé avec succès le développement et refaçonné la mission du Gratz College dans un climat académique en évolution.  

## Publications
- Making a Life, Building a Community: A History of the Jewish of Hartford (co-écrit avec David G. Dalin, 1997).
- Journal of Jewish Communal Service (78: 4, 2002), numéro spécial consacré à Philadelphia Jewry (co-édité avec Ernest M. Kahn).
- Three Ostraca inédit de Gezer, avec Joe D. Seger, Bulletin des écoles américaines de recherche orientale, no 264, novembre 1986, p. 51–60.
- La réforme d'Ézéchias et la tradition deutéronomiste, Harvard Theological Review, vol. 72, no 1/2, janvier-avril 1979), p. 23–43.